# Pločica s jažicama
 Pločica s jažicama  je vrsta sitnog laboratorijskog posuđa od glaziranog porculana koje se koristi za izvođenje reakcija u jednoj kapi, kada se očekuje promjena boje otopine ili talog. Jedna od jažica je crne boje, dok su ostale bijele. Ne smije se koristiti za reakcije s fluorovodičnom kiselinom jer ona nagriza porculan.